# Bądź duży
„Bądź duży“ je singl Natalie Nykiel z roku 2015, pocházející z jejího debutového studiového alba Lupus Electro. Skladbu si složila sama zpěvačka ve spolupráci s Michałem „Fox” Królem a text písně napsal Jacek Szymkiewicz.
Hit se vyšplhal na 7. místo v žebříčku AirPlay – Top, který vytváří seznamy nejhranějších skladeb polských rozhlasových stanic. Videoklip k písni byl během udílení cen Eska Music Awards 2015 obdržel sošku v kategorii Eska TV Award – Nejlepší videoklip. Kompozice za prodeje v Polsku obdržela status diamantové desky, když překonala náklad 100 000 prodaných kopií.

## Premiéra a živá vystoupení
Kompozice byla premiérově prezentována zpěvačkou 29. listopadu 2014 v semifinále páté sezóny pořadu The Voice of Poland, který vysílá kanál TVP2. Píseň byla druhým promo singlem k jejímu debutovému studiovému albu z debutového alba zpěvačky s názvem Lupus Electro. Píseň si složila sama zpěvačka spolu s Michałem „Fox” Królem a slova napsal Jacek Szymkiewicz.
Natalia Nykiel několikrát vystoupila s písní „Bądź duży” během různých, v televizi vysílaných velkých akcí, mimo jiné na slavnostním předávání Eska Music
Awards 2015 nebo během koncertu Sylwester z Dwójką 2015 ve Wrocławi, který pořádala stanice TVP2 a rádio Zet.

## Videoklip
Dne 16. dubna 2015 se uskutečnila premiéra videoklipu, který režíroval Daniel Jaroszek. Během galavečera Eska Music Awards 2015 získal videoklip ocenění v kategorii Eska TV Award – Nejlepší videoklip. Do konce roku 2015 zaznamenalo hudební video pro „Bądź duży” na YouTube více než 27 milionů zhlédnutí a stalo se sedmým nejpopulárnějším hudebním videem v Polsku a také čtvrtým nejpopulárnějším hudebním videem zrealizovaným pro polskou píseň.
| Režie:              | Daniel Jaroszek    |
| Fotografie:         | Mateusz Dziekoński |
| Styling:            | Iwona Łęczycka     |
| Make up:            | Kasia Sobura       |
| Hairstylist:        | Kasia Zalewska     |
| Produkce:           | Ola Pudło          |
| Model:              | Adam Kaszewski     |
| Scénografie:        | Wito Bałtuszys     |
| Asisten scénografa: | Adam Bonarski      |

Videoklip se umístil na 3. pozici v seznamu nejhranější videoklipů ze strany hudebních televizí.

## Komerční úspěch
Píseň se vyšplhala na 7. místo v žebříčku AirPlay – Top, který zahrnuje nejhranější písně v polských rádiích. Kromě toho singl byl v Polsku oceněn 3× platinovou certifikací za prodej více než 60 000 kusů kopií.

## Žebříčky

### Umístění v žebříčcích AirPlay
| Země   | Žebříček (2015)   | Nejvyšší umístění |
| ------ | ----------------- | ----------------- |
| Polsko | AirPlay – Top     | 7                 |
| Polsko | AirPlay – Nowości | 1                 |
| Polsko | AirPlay – TV      | 3                 |

### Umístění v rozhlasových hudebních hitparádách
| Země   | Žebříček (2015)                       | Nejvyšší umístění |
| ------ | ------------------------------------- | ----------------- |
| Polsko | Radio Eska (Gorąca 20)                | 1                 |
| Polsko | Radio PiK (Lista Przebojów Radia PiK) | 8                 |
| Polsko | Radio Szczecin (SLiP)                 | 3                 |
| Polsko | Radio Zet (Lista przebojów)           | 1                 |
| Polsko | RMF FM (POPLista)                     | 1                 |
| Polsko | RMF Maxxx (Hop Bęc)                   | 4                 |

## Certifikace
| Stát/území    | Certifikace | Prodej   |
| ------------- | ----------- | -------- |
| Polsko (ZPAV) | diamantová  | 100 000+ |

## Ocenění a nominace
| Rok  | Soutěž                                              | Kategorie                                                   | Výsledek  |
| ---- | --------------------------------------------------- | ----------------------------------------------------------- | --------- |
| 2015 | Eska Music Awards 2015                              | Eska TV Award – Nejlepší videoklip                          | vítězství |
| 2015 | The Year in Vevo 2015                               | Polak potrafi                                               | nominace  |
| 2015 | To nejlepší z roku 2015 – Plebiscit Onet.pl         | Nejlepší píseň – Polsko                                     | 3. místo  |
| 2015 | Gorąca 100                                          | 100 největších hitů roku 2015                               | 34. místo |
| 2015 | Plebiscit rádia Zet                                 | Silvestrovský hit č. 1                                      | nominace  |
| 2015 | Hit roku rádia RMF FM v roce 2015                   | Hit roku                                                    | 38. místo |
| 2015 | Podsumowanie notowań Listy Przebojów Radia Zet 2015 | Nejpopulárnější skladby v žebříčku hitů rádia Zet roku 2015 | 21. místo |
| 2016 | Polsat SuperHit Festiwal 2016                       | Rádiový hit roku                                            | nominace  |